# Kantstraße (Leipzig)

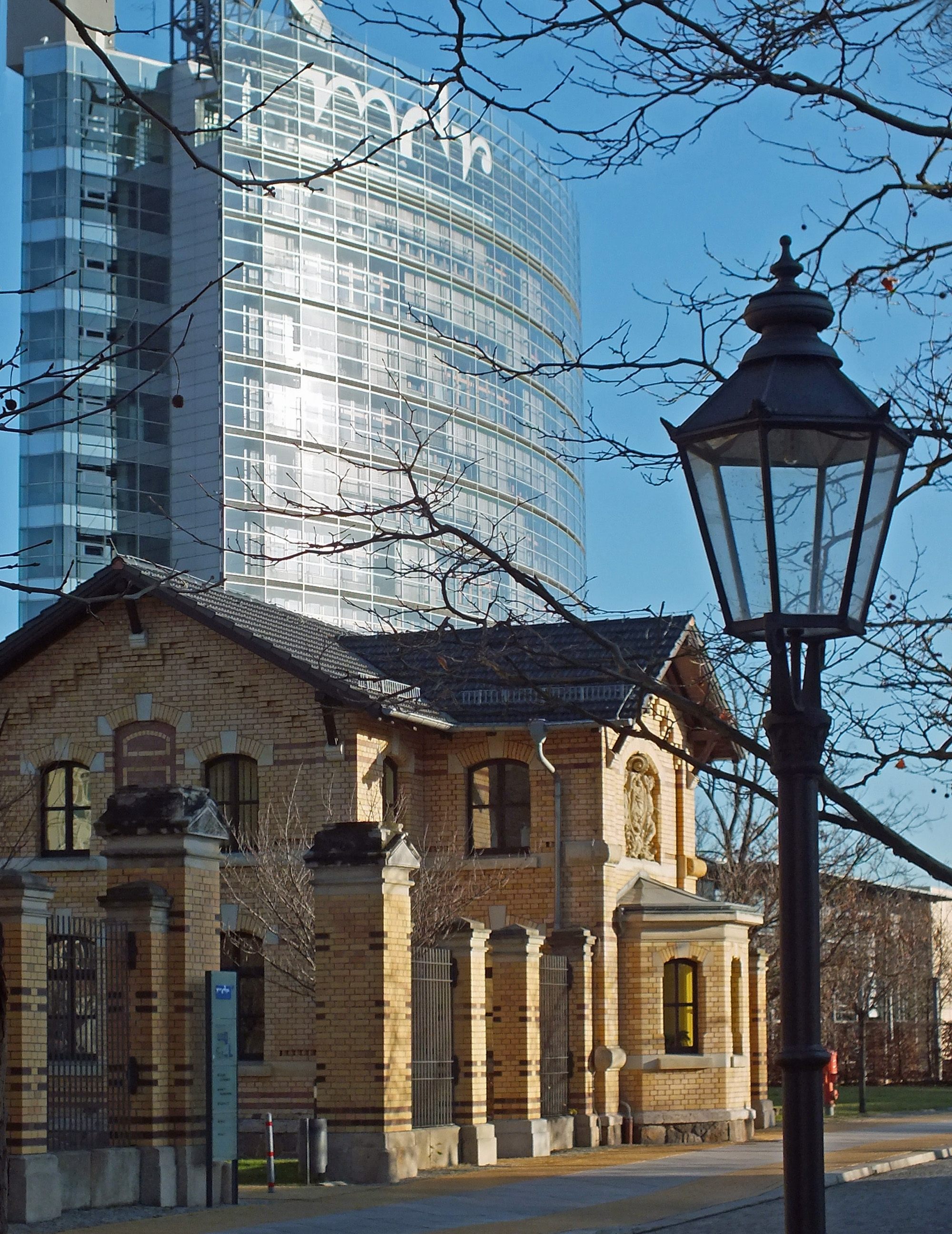
MDR am Ende der Kantstraße (2012)

Die Kantstraße ist eine Anliegerstraße im Leipziger Ortsteil Südvorstadt. Sie ist benannt nach dem Philosophen Immanuel Kant (1724–1804). 34 ihrer Gebäude stehen unter Denkmalschutz.

## Verlauf
Die 1,2 Kilometer lange Kantstraße verläuft in west-östlicher Richtung. Sie beginnt an der Fockestraße und steigt auf den ersten 400 Metern bis zur Kochstraße vom Niveau der Pleißenaue um etwa fünf Meter an und bleibt von dort an auf gleicher Höhe. Ihren optischen Abschluss nach Westen bildet der Hang des aus den Trümmern des Zweiten Weltkriegs aufgeschütteten, bewaldeten Fockeberges.
Die Kantstraße kreuzt sieben in Nord-Süd-Richtung verlaufende Straßen, unter ihnen die August-Bebel- und die Karl-Liebknecht-Straße, wobei sie an letzterer durch den separaten Gleiskörper der Straßenbahn verkehrsmäßig unterbrochen wird. Sie endet an einem kleinen Platz gegenüber der Einfahrt zum Gelände des Mitteldeutschen Rundfunks, das, obwohl an der Altenburger Straße gelegen, die Adresse Kantstraße 71–73 hat.
Die überwiegende Bebauung der Kantstraße sind mehrstöckige Miets- oder Doppelmietshäuser in offener Bauweise. Eine Ausnahme bildet das von Architekt Otto Droge (1885–1970) entworfene Zweifamilienhaus in der Nr. 3. Kriegsbedingte Baulücken wurden zum Teil mit Wohnblöcken geschlossen.

## Geschichte
1864 wurde vom Rat der Stadt der „Allgemeine Bebauungsplan für die Südseite der Stadt“ verabschiedet. der einen schachbrettartigen Verlauf der Straßen vorsah, unter ihnen die Straße „M“, die 1884 den Namen Kantstraße erhielt.
Die erste Bebauung erfolgte von 1886 bis 1888 an ihrem östlichen Ende mit dem Schlachthof nach Plänen des Leipziger Architekten Hugo Licht (1841–1923). Ab 1889 war der Schlachthof Endstelle einer Pferdebahnlinie, die ihn von der Bayrischen Straße (heute Arthur-Hoffmann-Straße) über den östlichen Teil der Kantstraße erreichte. 1897 wurde der elektrische Straßenbahnbetrieb aufgenommen, bis 1935 die letzte Bahn der Linie 16 durch die Kantstraße fuhr.
Die Wohnbebauung der Straße erfolgte vornehmlich in der ersten Dekade des 20. Jahrhunderts, zumeist im Stil des Historismus mit teilweisen Anklängen des Jugendstils. 1926/1927 folgten mit den Hausnummern 59, 61 und 63 drei quer zur Straße stehende Doppelmietshäuser, die als Kant'sche Höfe gegenwärtig (2023) eine aufwändige Sanierung und Modernisierung erfahren. In diesem Zusammenhang kam es zu Protesten gegen die Gentrifizierung.
Am 30. Juni 1991 wurde der Betrieb des Schlachthofs eingestellt, und der Mitteldeutsche Rundfunk übernahm das Gelände. Er errichtete unter Erhaltung zahlreicher Altbauten in den 1990er Jahren seine zentrale Verwaltung und die Fernseh-Sendezentrale mit dem 65-Meter-Hochhaus, das als Blickfang am Ende der Kantstraße wirkt.

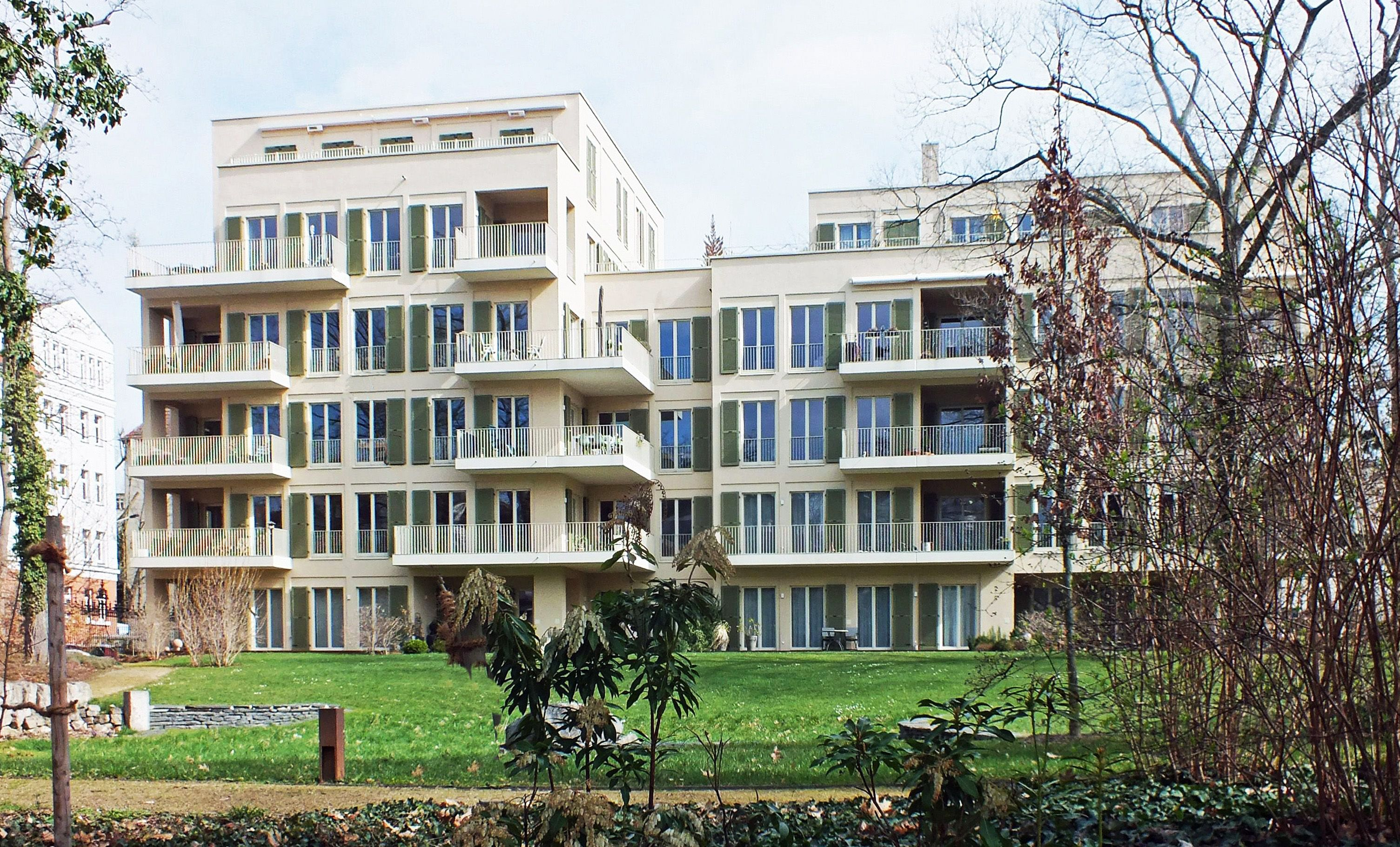
Die Casa Philippa (2023)

Auf einem bis an die Kantstraße reichenden Grundstück an der Richard-Lehmann-Straße stand ab 1911 eine von Otto Paul Burghardt (1875–1959) für die Brüder Fritz und Hans von Philipp (Vorstandsmitglieder der Fritz Schulz jun. AG) erbaute Villa mit einer Parkanlage. Sie wurde im Zweiten Weltkrieg zerstört, und an ihrer Stelle entstand nach 1990 das Polizeirevier Südost. 2016/2017 wurde auf der Kantstraßenseite des Grundstücks mit den Hausnummern 6e/f die zur Straße querstehende Wohnanlage Casa Philippa mit 20 Komfort-Eigentumswohnungen errichtet.  Der zugehörige Privatpark mit einem Rundtempel und einem Eckpavillon steht unter Denkmalschutz.
In der Kantstraße befinden sich ferner in der Nr. 14 der Soziale Dienst des Landgerichts Leipzig und in der Nr. 18 die galerie KUB (Forum für zeitbasierte Kunst und politische Kultur).